# جاناتان گلداستاین
جاناتان گلداستاین (انگلیسی: Jonathan Goldstein؛ زادهٔ ۲ سپتامبر ۱۹۶۸) فیلم‌نامه‌نویس، کارگردان فیلم اهل ایالات متحده آمریکا است.
از فیلم‌ها یا برنامه‌های تلویزیونی که وی در آن نقش داشته است می‌توان به تعطیلات اشاره کرد.